# غراوورن
غراوورن (بالإنجليزية: Grauhorn)‏ هو أحد جبال سلسلة جبال الألب ليبونتيني وجزء من القمة الأم رهينفالدورن يقع في كانتون تيسينو وكانتون غراوبوندن, سويسرا. يبلغ ارتفاع الجبل حوالي 3260 متر، بينما يبلغ ارتفاع نتوء الجبل 105 متر.